# John Langalibalele Dube

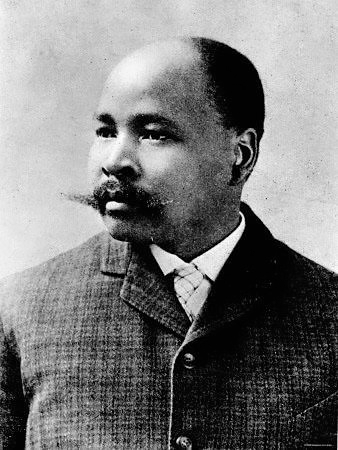
John Langalibalele Dube, um 1910

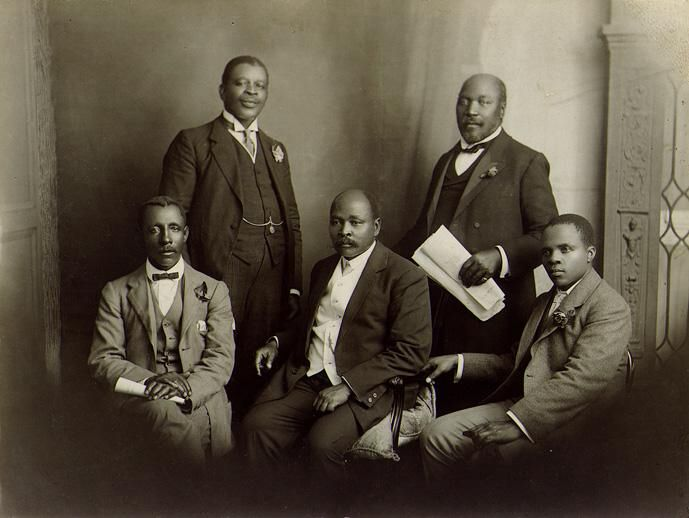
Delegation des SANNC in London, Juni 1914. Links nach rechts: Thomas Mapike, Walter Rubusana, John Dube, Saul Msane und Sol Plaatje

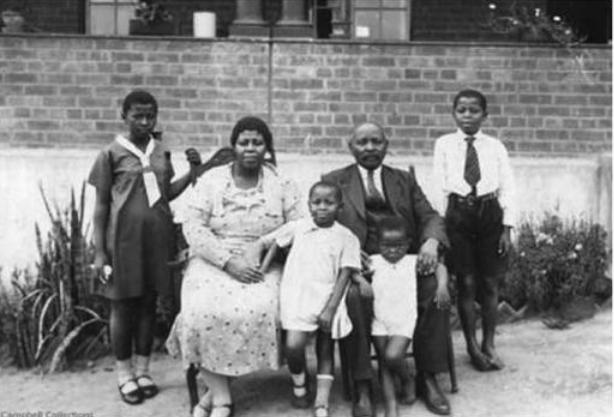
John Dube und seine zweite Frau Angelina mit den Kindern (links nach rechts) Nomagugu, Joan Lulu, James Sipho und Douglas Sobanto in den 1930er Jahren

John Langalibalele Mafukuzela Dube (* 11. Februar 1871 auf der Missionsstation Inanda, Natal; † 11. Februar 1946 in Durban) war ein südafrikanischer Philosoph, Literat, Theologe und Politiker.

## Leben
Dube wurde als Sohn eines Pfarrers und Unterhäuptlings des Ngcoto-Stamms der Zulu geboren. Er wurde in Inanda christlich erzogen und ging auf die American Board Mission Theological School in Amanzimtoti. 1887 begleitete er einen Missionar auf einer Reise in die USA, wo er ein College besuchte und diverse Jobs hatte. Nachdem er einen Posten als Lehrer angeboten bekommen hatte, kehrte er nach Natal zurück und heiratete 1894. Zusammen mit seinem Schwager gründete er zwei Kirchen und drei Predigtstationen. 1897 wurde er zum Pfarrer ordiniert. Zur gleichen Zeit begann er, Geld für eine Schule nach dem Modell von Booker T. Washington zu sammeln, und 1901 wurde die Ohlange School eröffnet. 1904 gründete er eine zweisprachige Zeitung namens Ilanga lase Natal, die als radikal angesehen wurde, so dass er 1906 kurzzeitig in Arrest kam.
Die Verhaftung politisierte Dube weiter. In der Folgezeit nahm er an verschiedenen Treffen teil, unter anderem auch zur Diskussion der Verfassung der Südafrikanischen Union. 1912 war er Mitbegründer des Natal Native Congress und gehörte im selben Jahr neben Walter Benson Rubusana, Pixley ka Isaka Seme und Sol Plaatje zu den Gründungsmitgliedern des South African Native National Congress (SANNC), des späteren African National Congress. Er wurde zu dessen erstem Präsidenten gewählt. In seiner Rolle als kirchlicher Amtsträger übte er die Funktion eines Pastors der Congregational Church aus.
1930 verfasste er den ersten Roman (Insila ka Shaka, „Der Diener von König Shaka“) in isiZulu.

## Auszeichnungen
- 1948 wurde der Johannesburger Stadtteil Dube – heute Teil von Soweto – nach ihm benannt
- 2005 wurde ihm postum der Order of Luthuli in Gold verliehen.